# Metro Davao
Metro Davao, gọi chính thức là Metropolitan Davao (tiếng Cebu: Kaulohang Dabaw, tiếng Filipino: Kalakhang Dabaw), là một vùng đô thị tại nhóm đảo Mindanao, Philippines. Vùng đô thị này gồm các thành phố Davao, Digos thuộc tỉnh Davao del Sur; Tagum, Panabo và Samal thuộc tỉnh Davao del Norte. Vùng đô thị cũng bao trùm hai khu tự quản là Carmen thuộc Davao del Norte và Santa Cruz thuộc Davao del Sur. Maco thuộc tỉnh Compostela Valley cũng được cho là thuộc vùng đô thị. Metro Davao là một trong ba vùng đô thị chính thức của Philippines.
Metro Davao được thị trưởng Davao đương thời là Rodrigo Duterte thành lập vào năm 1995. Vùng đô thị này không phải là một đơn vị hành chính mà là một sự kết hợp các đơn vị chính quyền địa phương độc lập. Metro Davao có ba hội đồng phát triển và cai quản: Ban chương trình phát triển tích hợp, Hội đồng Metropolitan Davao, Văn phòng quản lý Metropolitan Davao.
Vùng đô thị có diện tích 3.964,95 km², tổng dân số của các đơn vị hành chính hợp thành là khoảng 2,5 triệu người vào năm 2015, là vùng đô thị đông dân thứ ba toàn quốc sau Metro Manila và Metro Cebu, và đông dân nhất tại đảo Mindanao. Khoảng 12% tổng diện tích vùng đô thị là các khu vực đã đô thị hoá, song khoảng 80% dân số sống trong các khu vực đô thị này.
Nền kinh tế của Metro Davao thuộc vào hàng lớn nhất toàn quốc, và năng động nhất tại Mindanao. Thành phố Davao là thành phố hàng đầu, trung tâm tài chính và mậu dịch của Mindanao. Vùng đô thị có một số cơ sở công nghiệp và kinh doanh, các nhà máy đặt tại thành phố Davao, Santa Cruz và Digos. Các đồn điền chuối nằm tại phần phía bắc của vùng đô thị, các loại quả khác như sầu riêng, xoài, dứa, măng cụt cũng được xuất khẩu.
| Đơn vị chính quyền địa phương | Dân số (2015) | Diện tích (km²) | Mật độ dân số (trên km²) |
| ----------------------------- | ------------- | --------------- | ------------------------ |
| Thành phố Davao               | 1.632.991     | 2.443,61        | 668,3                    |
| Digos                         | 169.393       | 287,10          | 590,0                    |
| Panabo                        | 184.599       | 251,23          | 734,8                    |
| Samal                         | 104.123       | 301,30          | 345,6                    |
| Tagum                         | 259.444       | 195,80          | 1.330,5                  |
| Carmen                        | 74.679        | 166,00          | 449,9                    |
| Santa Cruz                    | 90.987        | 319,91          | 284,4                    |
| Tổng cộng                     | 2.516.216     | 3.964,95        | 622,6                    |